# Jakobs källa

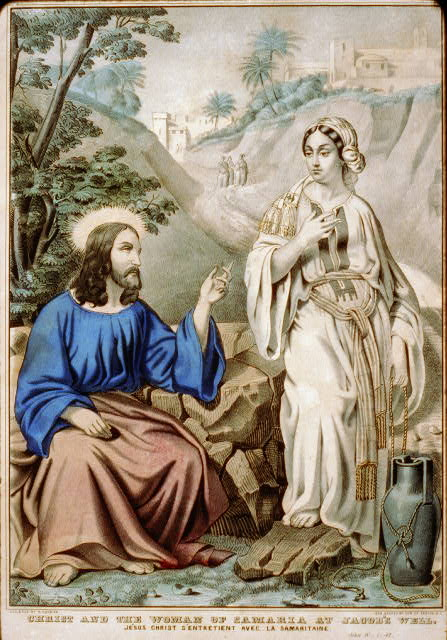
Den bibliska scenen med Jesus och den samariska kvinnan vid Jakobs källa.

Jakobs källa (arabiska: بئر يعقوب, Bir Ya'qub; hebreiska: באר יעקב) är en vattenkälla, bland annat omnämnd som Sykars brunn i Johannesevangeliets kapitel 4. Den ligger i nuvarande Nablus på Västbanken, cirka fem mil norr om Jerusalem. Källan har fått sitt namn för att patriarken Jakob (och hans son Josef) bott i trakten. På platsen har man byggt minst tre kristna kyrkor. Idag finns där ett kristet ortodoxt kloster.

## Beskrivning och historik
Jakobs källa ligger i nuvarande Nablus på Västbanken. Detta är cirka fem mil norr om Jerusalem och en halv dagsvandring söder om det bibliska Sikem. Vid källan utspelades, enligt Johannesevangeliet, en episod där Jesus Kristus möter en samaritisk kvinna och deras diskussioner om (levande) vatten.
År 384 byggdes en kyrka på platsen. Denna första kyrka förstördes dock ungefär efter ett århundrade, år 484 eller år 529 (i samband med revolter i området dessa år). En ny kyrka byggdes under den bysantinska eran. Kyrkan finns omvittnad under 700-talet men var lagd i ruiner då korsfararna ockuperade Nablus i augusti år 1099. Ytterligare en kyrka byggdes mot slutet av 1100-talet, men den blev snart förstörd efter Saladins seger över korsfararna. År 1860 köptes marken av ortodoxa kyrkan som senare restaurerade platsen. På platsen finns idag ett kristet ortodoxt kloster.

## Bildgalleri

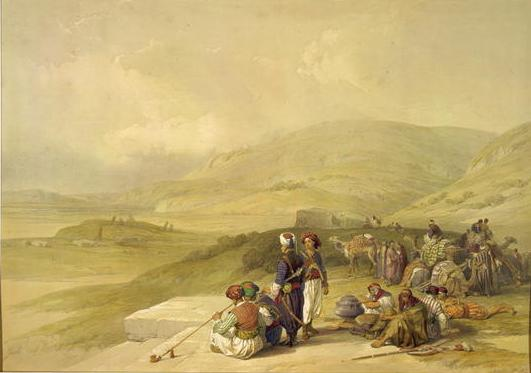
David Roberts Målning av Jakobs källa (1839).
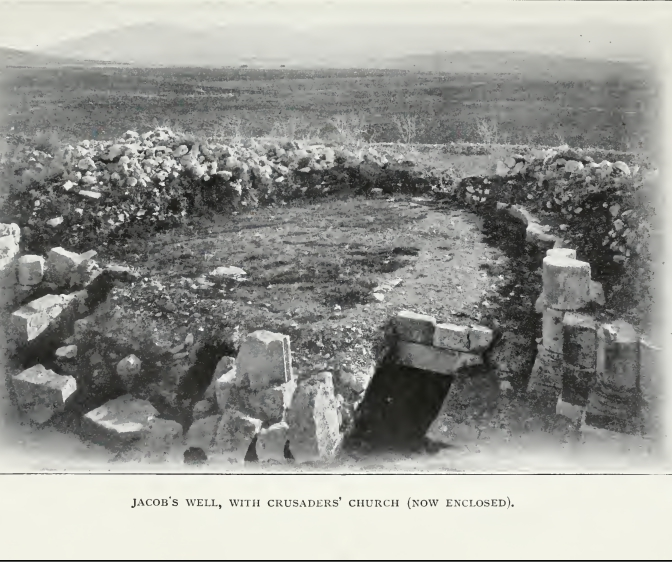
Jakobs källa (med trappan ner till själva källan), 1903.
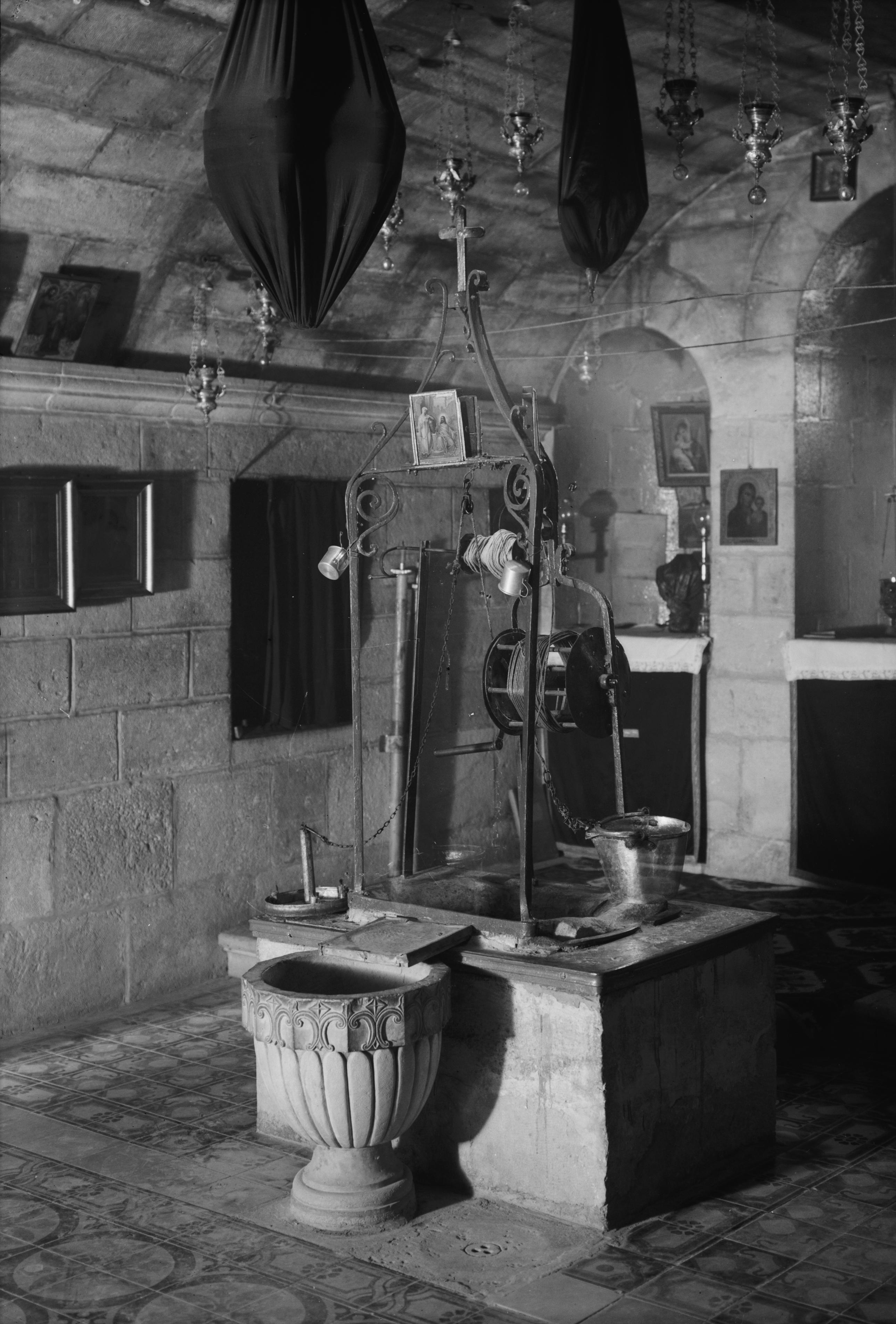
Jakobs källa, 1934.
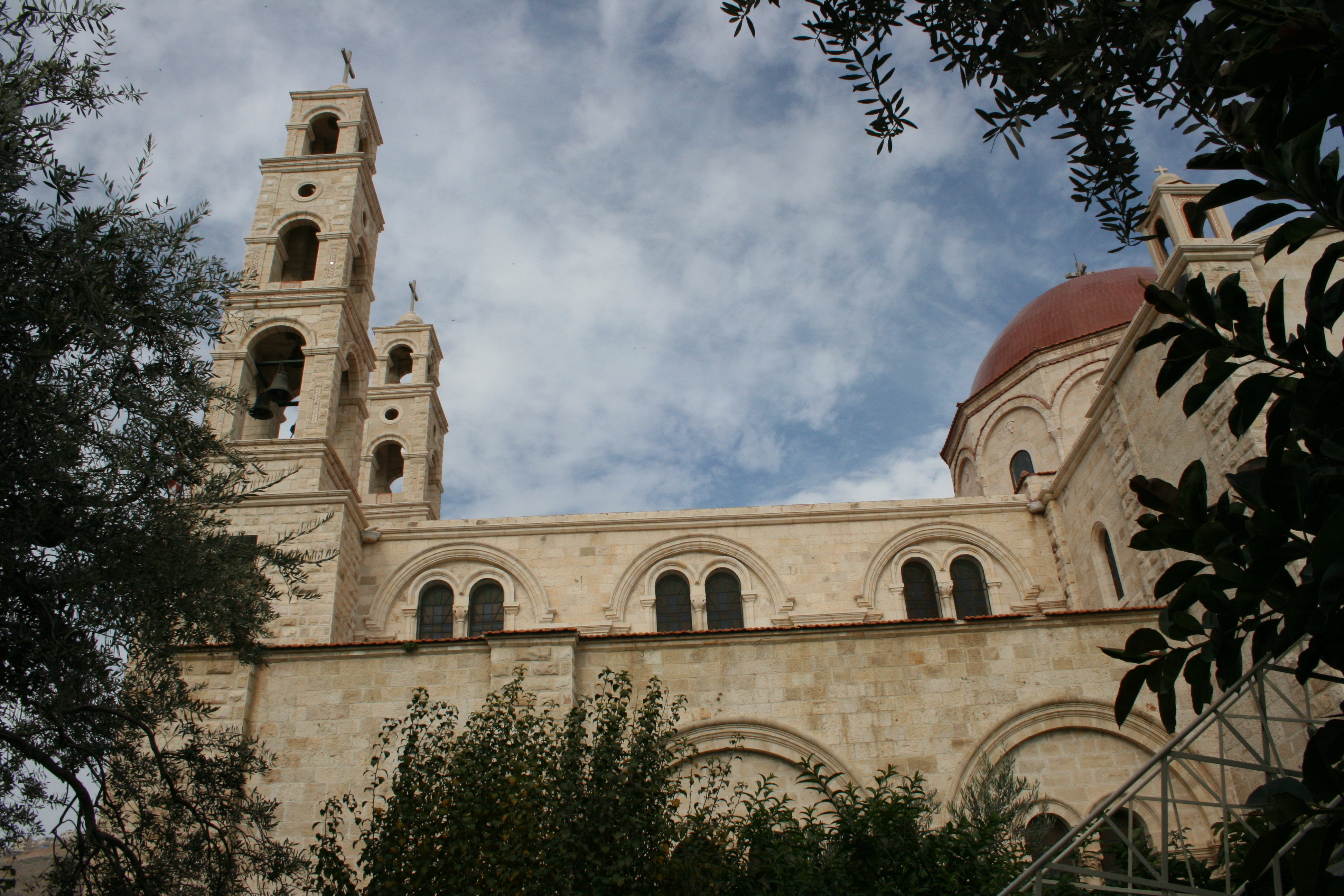
Den grekiskortodoxa kyrkan vid Bir Ya'qub, 2008.